# Tornimparte
Tornimparte är en kommun i provinsen L'Aquila i regionen Abruzzo i Italien. Kommunen hade 3 112 invånare (2018).